# Genesis Essentia
Pour les articles homonymes, voir Genesis.
La Genesis Essentia est une concept car de sport de Genesis Motors, la marque de luxe (en) de Hyundai Motor. Elle est présentée en 2018 au Salon de l'automobile de New York. À la suite du dévoilement du modèle, des plans ont été proposés pour en faire une voiture de production, mais n'ont pas encore été réalisés.

## Histoire
Peu avant le début de l'édition 2018 du salon, Genesis annonce vouloir y présenter un nouveau concept car. En mars 2018, le concept, ainsi que le nom du modèle ont été dévoilés. En janvier, le magazine Motor Trend avaient parlé de l'Essentia comme d'un chef-d'œuvre global et lui accorde le prix de concept car de l'année,. En août 2018, l'Essentia est exposé au Monterey Car Week en Californie.
Dès septembre 2018, Manfred Fitzgerald, du conseil exécutif de Genesis, avait annoncé son intention d'en faire une voiture de production, non sans faire quelques modifications, notamment en changeant les portes papillon pour des portes conventionnelles. La voiture devrait aussi être le modèle qui sera le plus dispendieux, et restera en édition limitée, selon Erwin Raphael, directeur exécutive de la division nord-américaine. En 2019, il annonce le possible début de la production en 2021, comme un potentiel choix pour leur nouveau véhicule électrique. Fitzgerald annonce que le Genesis Mint (en), concept car lancé en 2019, n'allait pas être le nouveau véhicule électrique.

## Concept

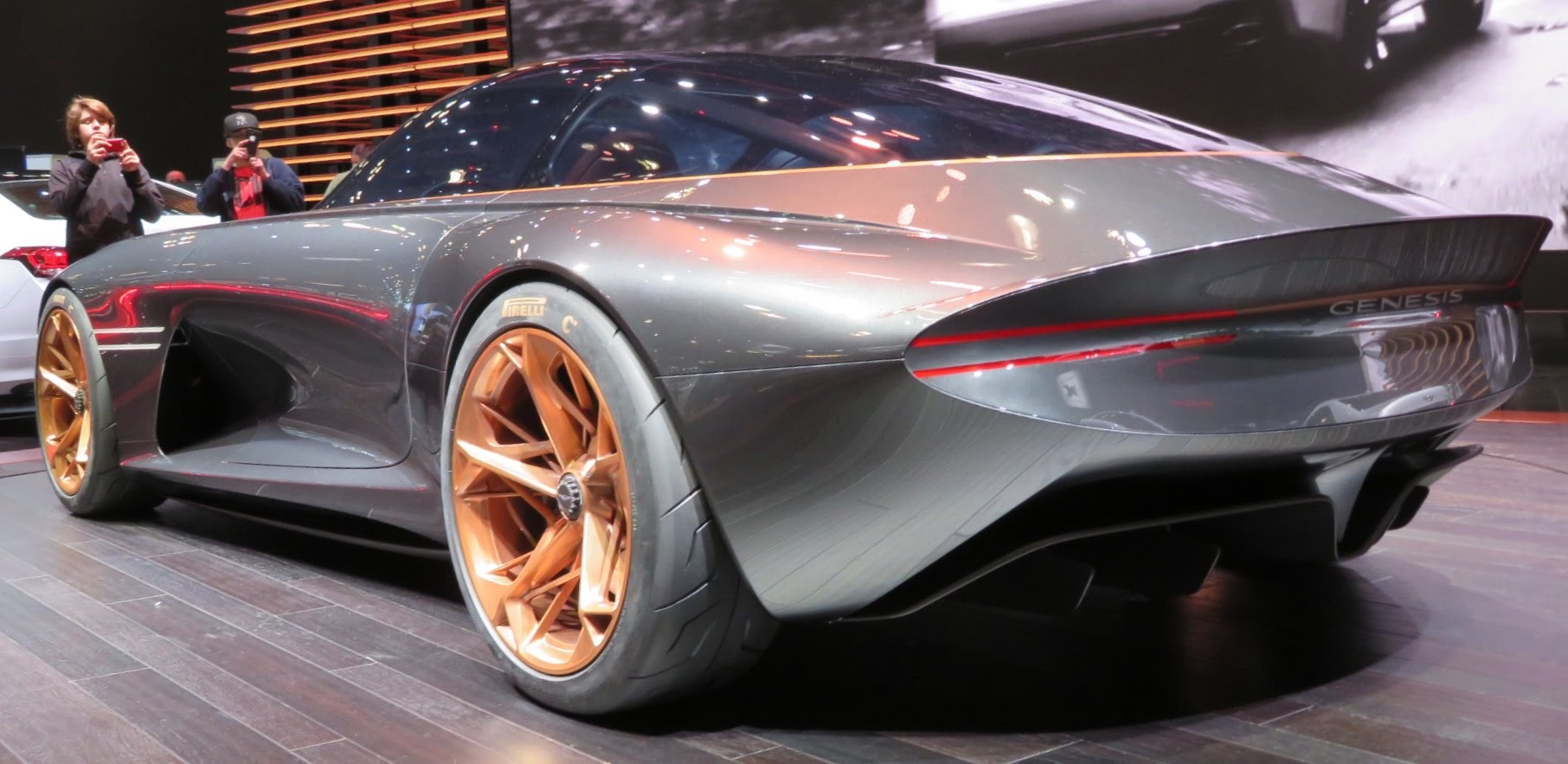
Arrière.

Pour faire suite aux autres modèles du genre, la marque a décidé d'implanter de nombreuses caractéristiques de performance et de luxe dans la voiture, voulant lui donner une allure « d'élégance athlétique ». Les caractéristiques mentionnées incluent un extérieur à deux tons, une monocoque en fibre de carbone, un toit de seulement 127 centimètres de hauteur et une connectivité numérique, entre autres. La plupart de la voiture a une texture en toile forte en bandes, faite par imprimante 3D d'après son concepteur Luc Donckerwolke. L'assistant concepteur est le Coréen SangYup Lee. Donckerwolke a aussi dit que le modèle était une façon pour Genesis de montrer leur ambition future et de servir de base pour (peut-être) de futur modèles. 
Son concept est différent des autres modèles de Genesis, notamment pour les courbes du métal de la carrosserie, ses portes papillons et ses roues en cuivre. L'intérieur, avec ses quatre sièges, est recouvert de cuir brun et bleu, avec quelques décorations en fibre de carbone. Le bas est recouvert de tapis de velours bleu. Le tableau de bord est composé du volant ainsi que d'un tableau digital. On note aussi un capot transparent qui permet d'entrevoir la suspension, ainsi qu'un toit entièrement en verre,.
Même si la marque n'en a pas révélé les détails exacts, la propulsion est assurée par un groupe motopropulseur électrique de plusieurs moteurs. La batterie est située dans un tunnel à l'intérieur de la monocoque, au lieu d'être directement au-dessous des passagers. 